# Otakar Německý
Otakar Německý (* 2. März 1902 in Nové Město na Moravě; † 18. März 1967 in Brno) war ein tschechoslowakischer Skisportler.

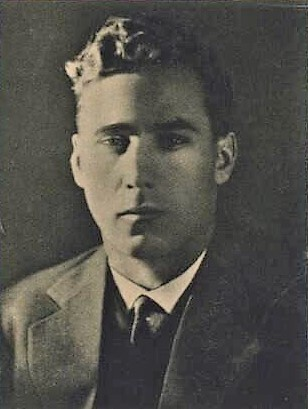
Otakar Německý, 1925

Německý war der jüngere Bruder des Skilangläufers Josef Německý. Er selbst holte sich bei den Nordischen Skiweltmeisterschaften 1925 im 18-km-Skilanglauf und in der Disziplin Einzel (Normalschanze / 18 km) jeweils den Weltmeistertitel. Zwei Jahre später gewann er bei den Nordischen Skiweltmeisterschaften 1927 in der Disziplin Einzel (Normalschanze/18 km) die Silbermedaille und war bei den Olympischen Winterspielen 1928 als Soldat Teilnehmer der tschechoslowakischen Mannschaft beim Vorführbewerb Militärpatrouillenlauf. Bei diesem Lauf erzielte er zusammen mit Josef Klouček, Jan Bedřich und Robert Möhwald den sechsten Platz. Zudem startete er im Skilanglauf und wurde im Einzel über 18 km am Ende Sechzehnter. In der Nordischen Kombination wurde er im Einzelwettbewerb Neunter.